# Uniwersytet w Adelajdzie
Uniwersytet w Adelajdzie (University of Adelaide, Uniwersytet Adelajdzki) – australijska uczelnia państwowa z siedzibą w Adelajdzie i kampusami w Roseworthy i Singapurze. Powstał w 1874 roku jako trzeci uniwersytet na kontynencie australijskim. 
Uczelnia zatrudnia ponad 1100 nauczycieli akademickich i kształci ponad 18 tysięcy studentów, z czego okoł 2/3 stanowią słuchacze studiów licencjackich, a pozostałą część magistranci i doktoranci.

## Struktura
Uczelnia dzieli się na pięć wydziałów:
- Wydział Inżynierii, Informatyki i Nauk Matematycznych
- Wydział Nauk o Zdrowiu
- Wydział Nauk Humanistycznych i Społecznych
- Wydział Zawodów
- Wydział Nauk

## Znani absolwenci
- Julie Bishop – minister spraw zagranicznych Australii
- William Lawrence Bragg – laureat Nagrody Nobla w dziedzinie fizyki (1915)
- Ong Teng Cheong – prezydent Singapuru
- Julia Gillard – premier Australii
- Penny Wong – pierwsza w historii członkini gabinetu pochodzenia azjatyckiego
- Howard Florey – laureat Nagrody Nobla w dziedzinie medycyny (1945)
- Robin Warren – laureat Nagrody Nobla w dziedzinie medycyny (2005)

## Znani wykładowcy
- John Maxwell Coetzee – pisarz, laureat Nagrody Nobla w dziedzinie literatury (2003)
- Gilad Zuckermann – lingwista, autor książek oraz profesor językoznawstwa.

## Galeria

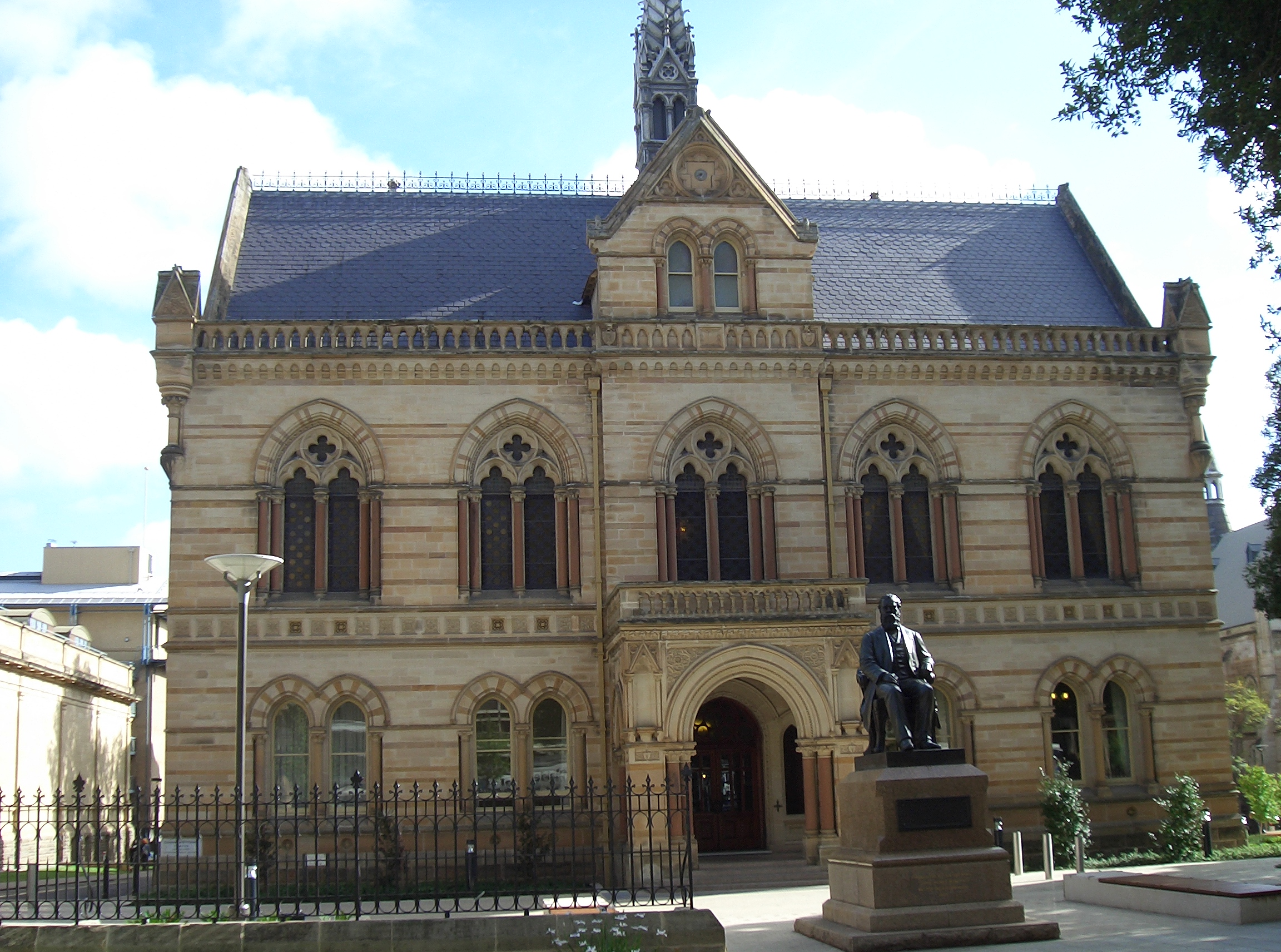
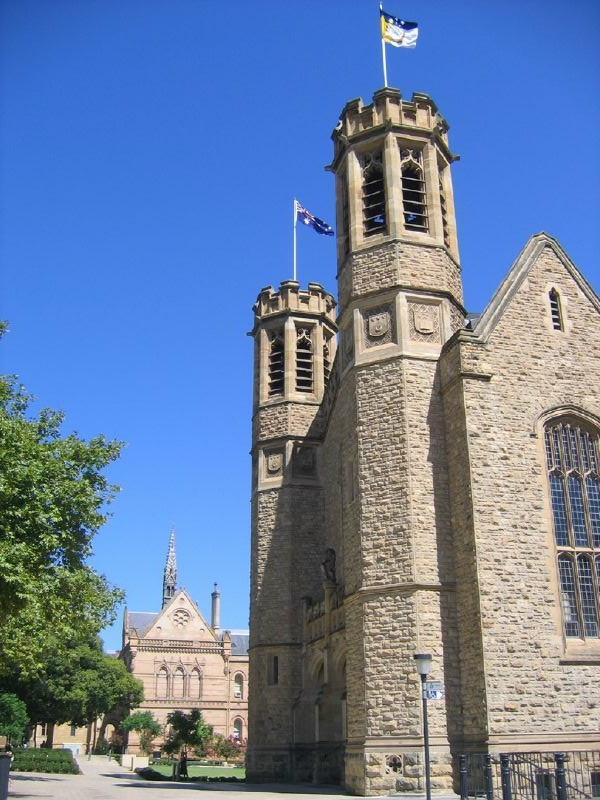
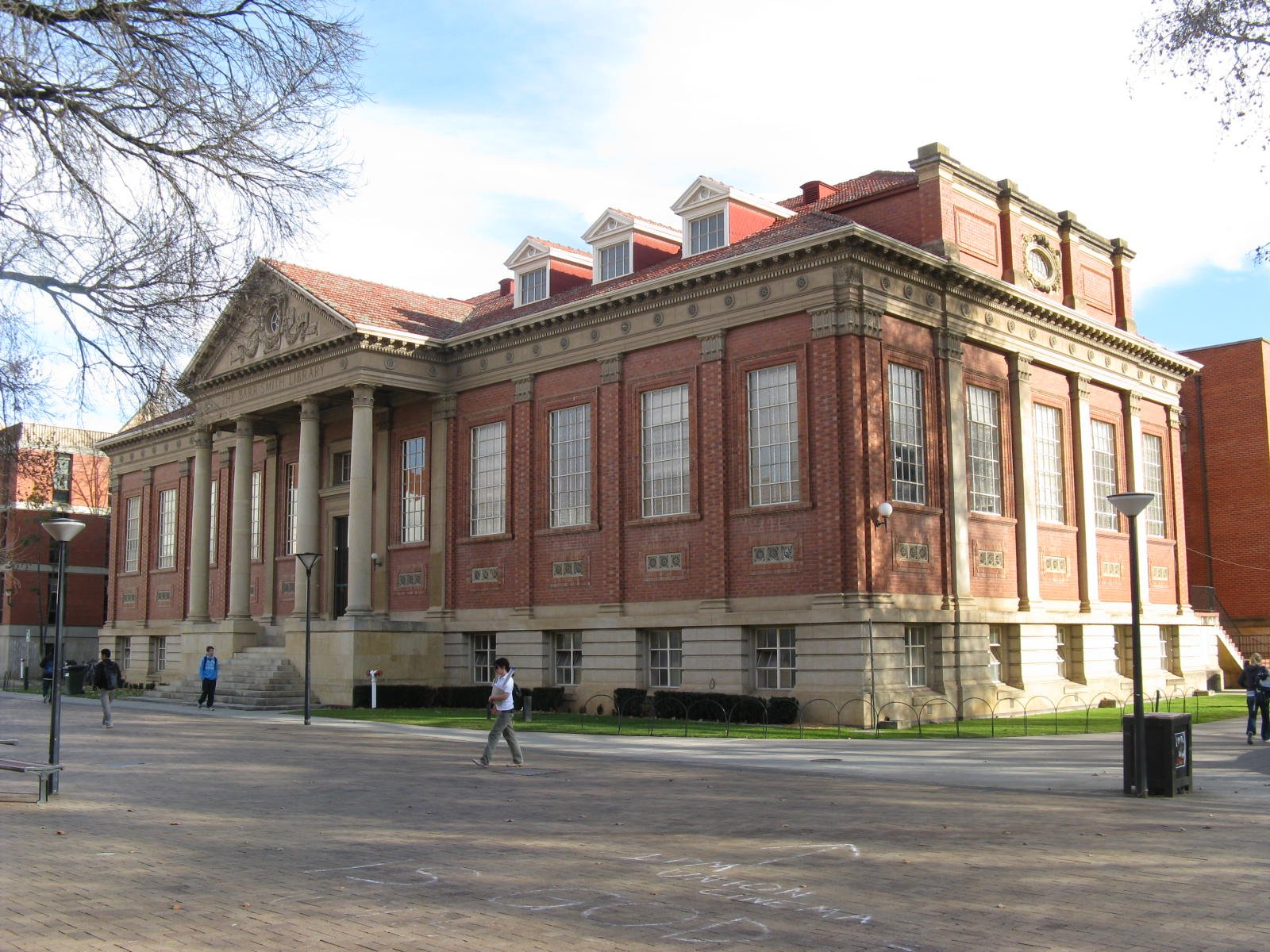
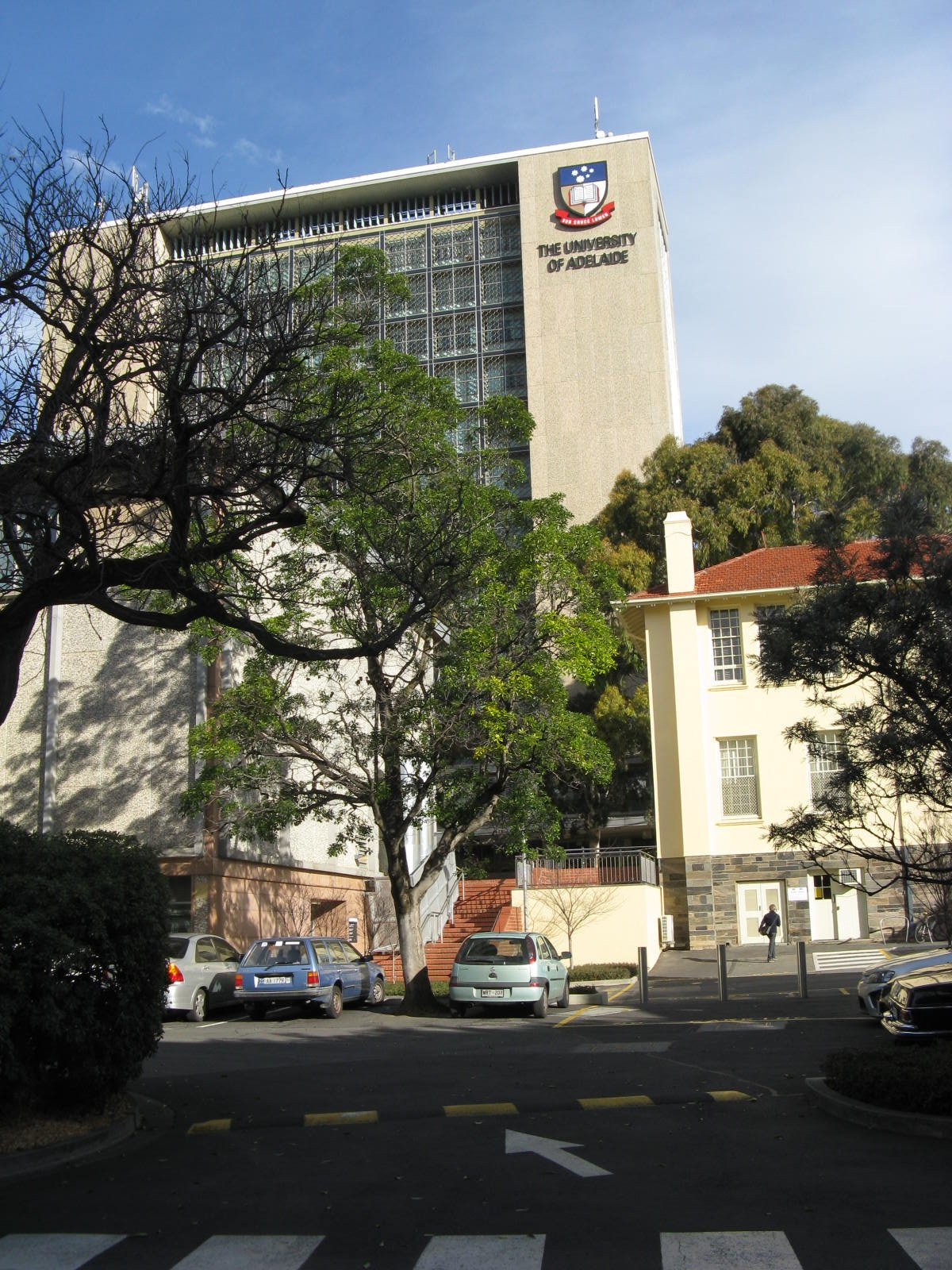
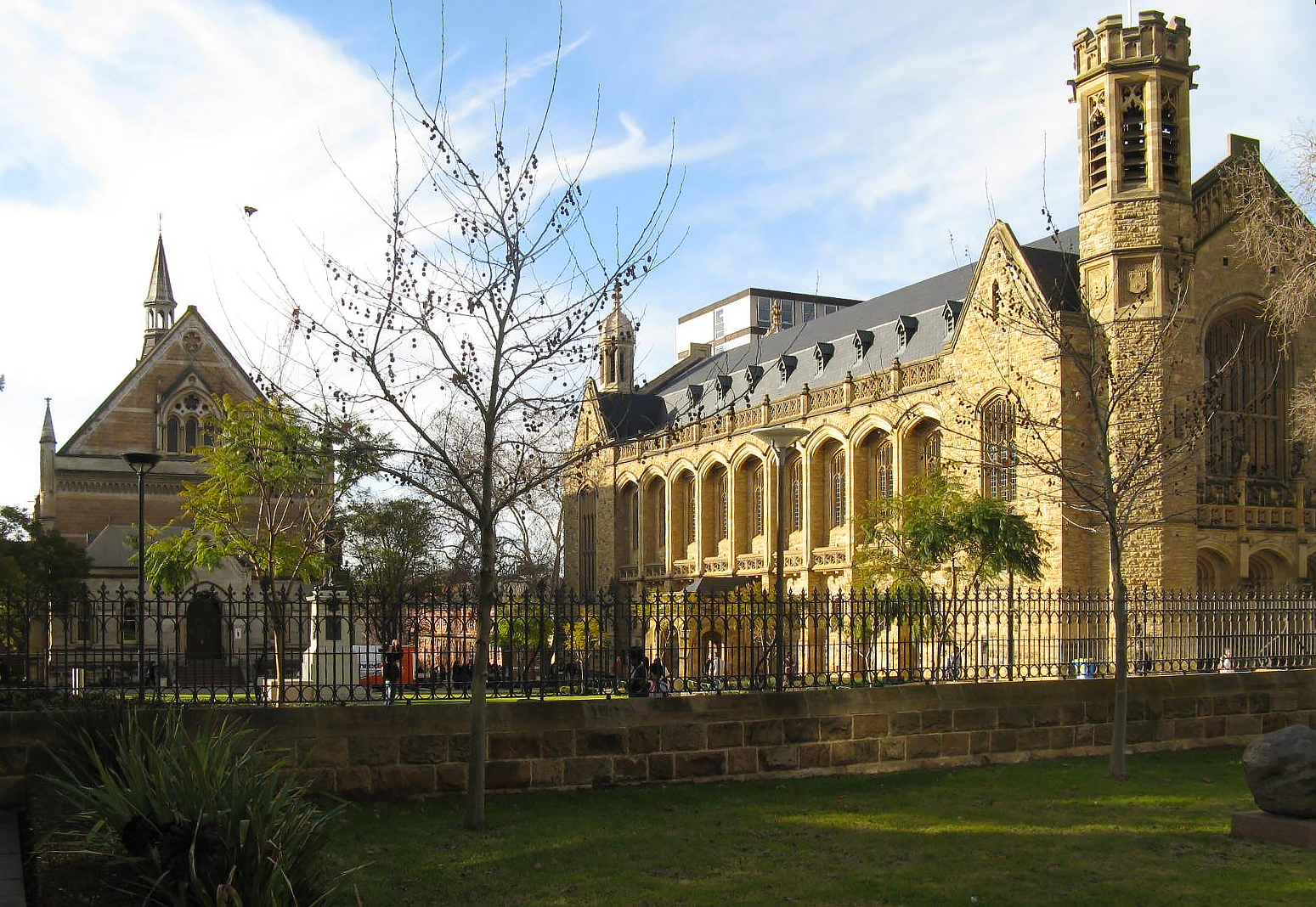
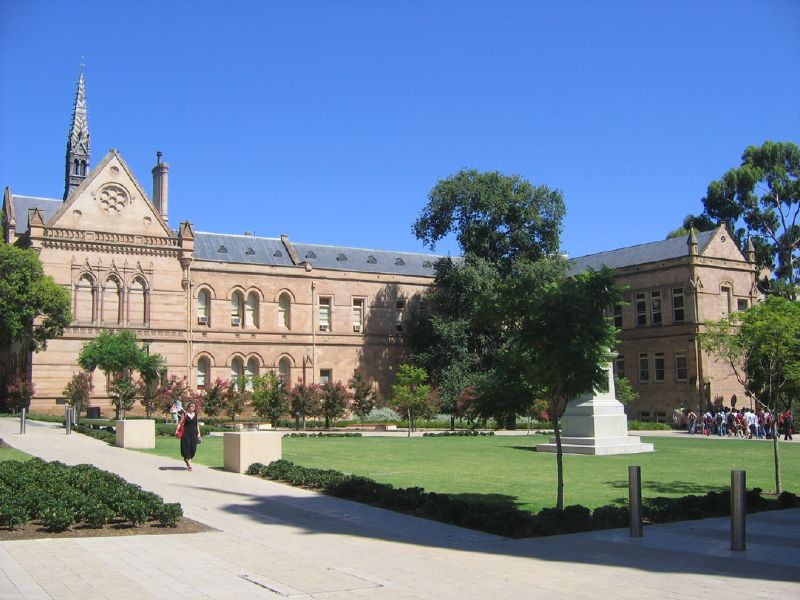
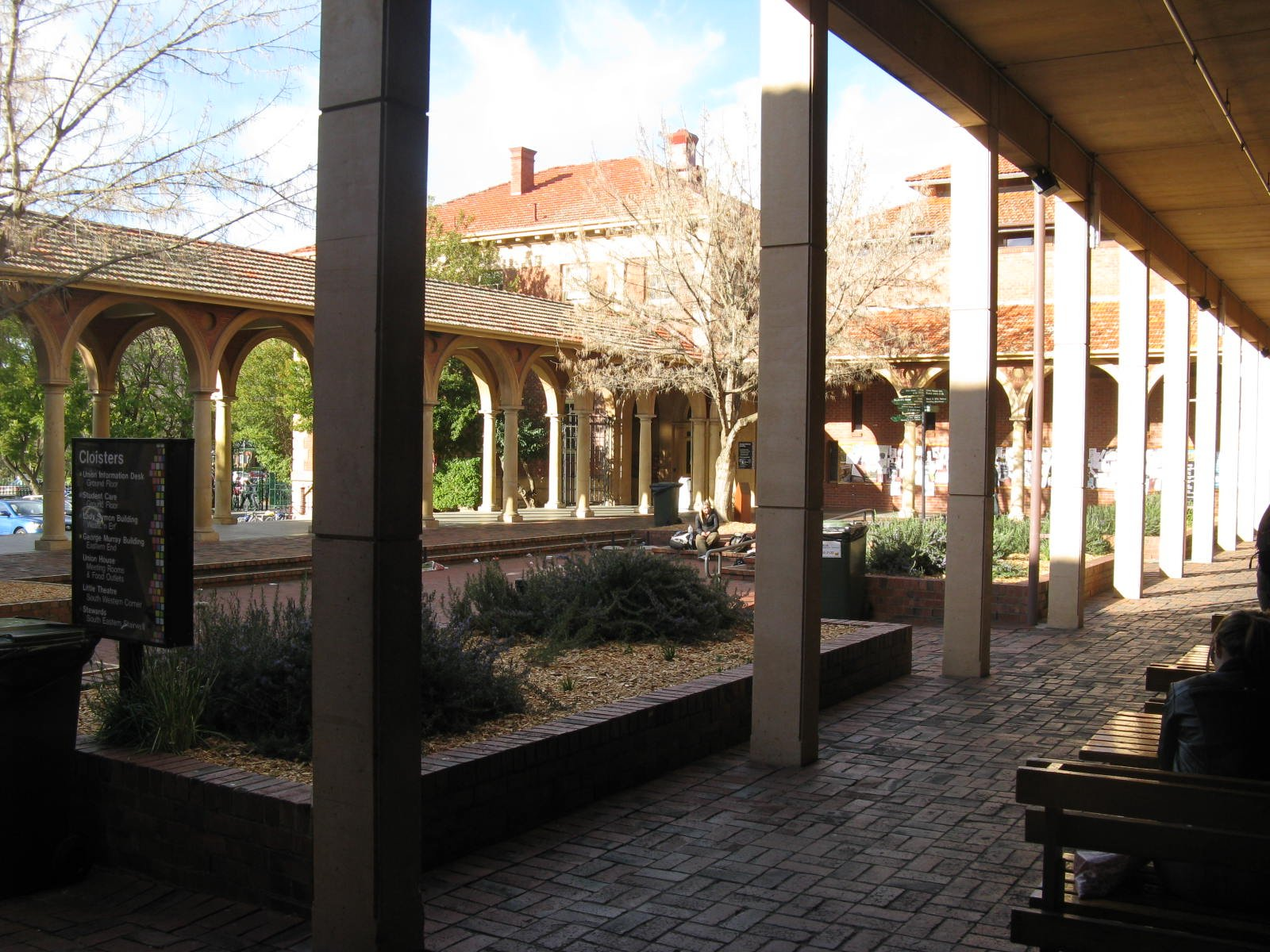